# Cumbia norteña mexicana

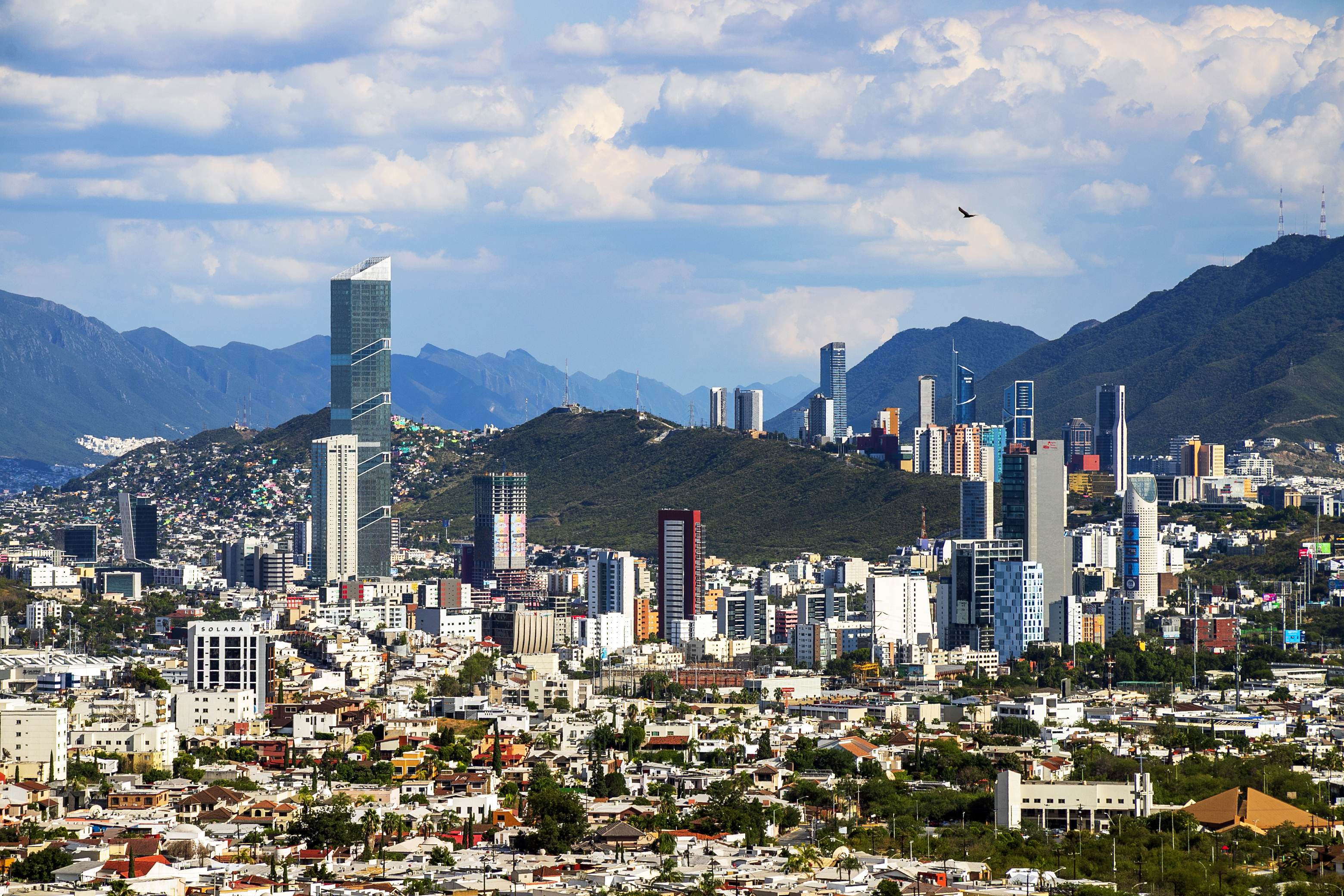
Nuevo León es la cuna de la mayor parte de los grupos de cumbia norteña e industria discográfica en Norteamérica.

La cumbia norteña es un subgénero musical mexicano de la cumbia mexicana, gestada notablemente en la parte noreste de México. La cumbia fue introducida en el país por el cantante colombiano Luis Carlos Meyer, soportado por la orquesta y voz de los mexicanos Tony Camargo y Rafael de Paz que permitieron al ritmo popularizarse en la parte central del país desde principio de la década de 1940, además esporádicamente, se introdujeron temas de cumbia en películas mexicanas como parte de la trama dando a conocer más aún el ritmo.
La consolidación del ritmo tanto en México como en otros países de América Latina ya era un hecho a principios de la década de 1960, por lo que grupos de todas las latitudes y géneros comienzan a inquetarse por el nuevo ritmo tropical e inician la interpretacíón de la misma con los instrumentos que poseían combinado con los folklores locales o incluso otros géneros tropicales dando lugar a nuevas variaciones de la cumbia original de Colombia. La cumbia norteña es el resultado de la mezcla de la música norteña y la cumbia mexicana y parte de los huapangos, donde la música norteña forma parte del folklore mexicano reconocido internacionalmente y aún (como lo es la cumbia colombiana) es uno de los géneros musicales mexicanos más antiguos de la era moderna.

## Historia

### Orígenes
La música norteña está basada en los antiguos géneros como el corrido y el huapango mexicano gestados en el centro-norte del país, ejecutados por instrumentos de cuerda introducidos durante la Conquista de México. 
Con el tiempo se fusionó a ritmos centroeuropeos nacidos en la República Checa como la redova, la polca y el chotis que se introdujeron durante la migración europea de alemanes, polacos y checos a América del Norte hacia principios del siglo XIX, en particular a los aún estados mexicanos llamados Coahuila y Texas y Nuevo México que en esa época formaban parte de México y donde había también grandes asentamientos humanos de origen mexicano. En la actualidad, dichos estados ahora forman parte de los Estados Unidos tras firmarse el llamado Tratado de Guadalupe Hidalgo, conservando culturalmente, parte de las costumbres mexicanas combinadas con la llevadas por los migrantes europeos.
La polka basa su ejecución melódica en el acordeón y la redova en la percusión del instruménto homónimo Redoba, por lo que el ritmo es llevado por este instrumento, además los europeos contaban para su interpretación con un contrabajo. Al fusionarse con el corrido, el huapango y la ranchera mexicana se crea un nuevo género, la norteña que adapta las líricas y narrativas rancheras, y el ritmo de huapango con el tiempo que lleva el corrido centrando su melodía en el acordeón y percusiones de redoba. Ya para principios del siglo XX, la norteña evoluciona tanto en México como en los Estados Unidos a como se conoce actualmente siendo las grabaciones más antiguas los corridos postrevolucionarios. Formalmente, la extinta agrupación Los Alegres de Terán fue la agrupación pionera y más famosa del género, usando acordeón, guitarra y contrabajo para sus interpretaciones hacia mediados de los años 30, aparecieron en diversos filmes de la época y tenían un repertorio grabado consolidado hacia la década de 1950.

### Crecimiento de la cumbia
A finales de la década de 1950 y principios de la década de 1960, el furor de la cumbia colombiana invade el centro de México, por lo que Carmen Rivero (originaria de Tamaulipas) crea una orquesta tropical para interpretar la cumbia, pero muy diferente a la tradicional colombiana, la diferencia estribó en combinar elementos de la música cubana como las trompetas, congas, saxofones, güiro y las tarolas (timbaletas) además de hacer paros, entradas y salidas y demás elementos derivados de la música ranchera no vistos en la cumbia original colombiana, ya que su arreglista fue el fallecido autor Fernando Z. Maldonado quien fuera prolífico compositor y arreglista de música ranchera, vals, que le llevara también a la cumbia junto con Carmen Rivero en la disquera CBS Columbia en el año 1960, llevando al éxito al género musical.
También, Mike Laure, ex cantante de Rock & Roll, entra de lleno al furor de la cumbia y con su agrupación «Los Cometas» interpretas grabaciones colombianas que se vuelven hito en la música mexicana hacia principios de la década de 1960. Su forma particular de interpretar cumbia se centra en la ejecución de percusiones con la batería acústica, bajo eléctrico guitarra eléctrica, acordeón y saxofón, que le dio un éxito durante al menos dos décadas. Estos dos personajes son los más famosos de los inicios de la cumbia de México y fueron los dos pilares donde se yerguen las posteriores adaptaciones y agrupaciones cumbiamberas de México, su grabaciones fueron muy populares en todo el país y en los Estados Unidos por lo que rápidamente se vuelven un referente y empiezan a surgir grupos dedicados a emular esas grabaciones cumbiamberas, en este caso al estilo de los grupos de norteña y baladas del noreste.

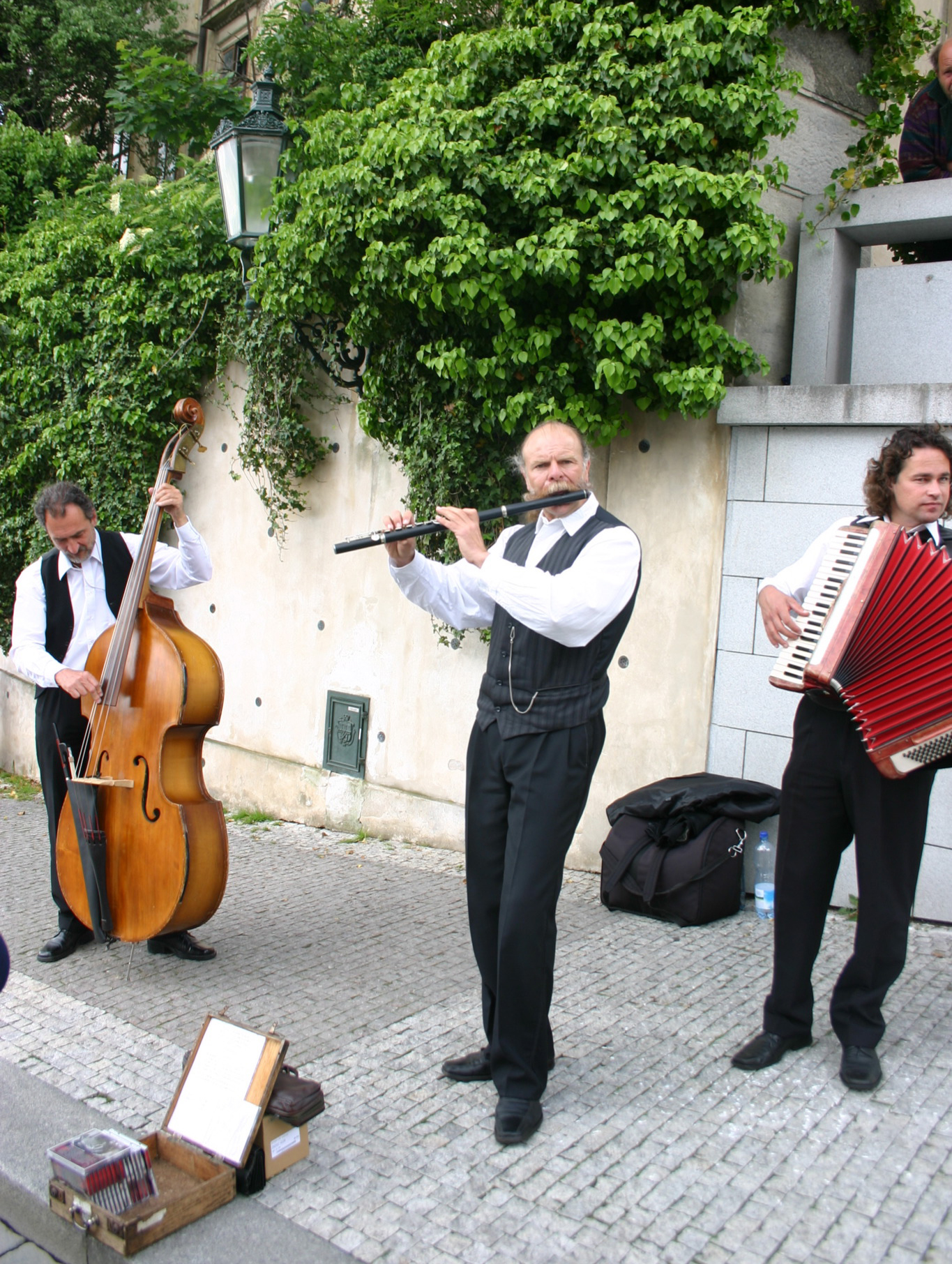
Músicos callejeros en Praga interpretando una polca.

Con el tiempo la música norteña moderna incluyó instrumentos como el saxofón, el bajosexto y las timbaletas (tarolas) para imprimirle ritmo a las polkas y redovas (después retomadas para la cumbia).
Una de las primeras agrupaciones norteñas en grabar cumbia fueron Los Broncos de Reynosa para la empresa Discos Peerless a principios de la década de los años 60, quienes no tuvieron dificultad para emularla ya que contaban con acordeón, bajosexto y tarolas. Las percusiones de la cumbia utilizan las tarolas (timbaletas) y la redoba con la que generan el ritmo donde ocasionalmente introducían un güiro, además de usar el acordeón para la melodía. Esta es una de las primeras agrupaciones que, para marcar el contratiempo del contrabajo (como lo hacía Carmen Rivero con las congas), es realizado con el rasgueo del bajosexto, apoyado por un golpe en la tarola y/o redoba, este tipo de contratiempo daría pauta a lo que se conoce como un "acompañamiento" característico de la música ranchera y de corrido, por lo que el uso posterior de éste acompañamiento tipo ranchero en la cumbia se extendió y asimiló en años posteriores a la cumbia tropical grabada en todo el continente hasta la actualidad haciéndose un elemento imprescindible de ella ejecutado por el piano o guitarra regularmente. 
Los sonidos bajos eran interpretados con las cuerdas más graves del bajosexto, "La cumbia del muerto" Long Play de los Broncos de Reynosa es un vestigio de los primeros intentos de los grupos norteños por interpretar ritmos tropicales. Los Hermanos Barrón, Carlos y José, Rosendo Cantú, Los Invasores de Nuevo León, Los Barón de Apodaca entre otros son otras de las agrupaciones de norteña y pioneras en la cumbia norteña mexicana en la década de 1970.
El conjunto típico norteño que interpreta cumbia está integrado por: contrabajo, acordeón, tarolas, bajosexto y redoba. Ocasionalmente, se introduce güira y saxofón para imprimir el ritmo y variar la melodía.
La cumbia norteña tradicional generalmente contiene líricas pícaras y graciosas justas para el jolgorio y fiesta del norteño mexicano. Con el tiempo se integran instrumentos eléctricos y batería acústica al grupo norteño, por lo que Los Relámpagos del Norte del legendario Cornelio Reyna y Ramón Ayala es uno de los primeros con esta dotación eléctrica para interpretar norteño y posteriormente cumbia ya en los años setenta. Por su parte, la cumbia texana es un derivado de la cumbia norteña mexicana, aunque básicamente se le diferencia por la mezcla con sonidos del country y Jazz estadounidense sin perder su esencia mexicana. A esta erróneamente se le clasifica como música Tex-mex, sin embargo, no comparte más que con esta algunos rasgos musicales.
En otra vertiente de la cumbia norteña, a mediados de la década de los años 1960 aparece en éscena el músico Xavier Passos del estado de Tamaulipas quien es uno de los artífices de la entremezcla del rock y norteña, antecedente de los grupos de cumbia texana proveniente de los Estados Unidos, enfocándose más al propio tex-mex del rasgueo de guitarra eléctrica; él es otro de los músicos norteños que junto a su grupo capricornio crean una vertiente intermedia de cumbia con norteño, rock y tropical. Passos retoma y utiliza el rasgueo de guitarra eléctrica para sus acompañamientos en las cumbias a la manera de los grupos de norteña que florecían en la época. El acompañamiento de guitarra eléctrica se extendió rápidamente en otras agrupaciones en contratiempo, doble y 1/2 contratiempo. Posteriormente, Rigo Tovar realiza una acción similar pero más «tropicalizada».

### Cumbia tropical
Bajo esta tendencia, comienzan a surgir agrupaciones tropicales a principios de la década de 1970 que se enfocan más a interpretar la cumbia tropical y cumbia grupera con más elementos instrumentales eléctricos y fusiones rítmicas tropicales, incluyendo porro, joropos, bullerengues, y guarachas, sin dejar a un lado el origen y estilo básico de la cumbia ejecutada por un grupo de música norteña tropicalizada, así llegan a la escena un verdadero boom de grupos desde los estados del noreste, Nuevo León, Coahuila, San Luis Potosí, Chihuahua y Tamaulipas tales como Tropical Panamá, Tropical Cerralvo, Tropical Florida, Tropical Palmeras, Tropical Vallarta, Tropical del Bravo. Además, también se debe hacer mención a otros grupos como Grupo Bagdad, Renacimiento 74, Illusion 6, Tropical Altamirano, Tropical Zapata, Los Atómicos de Monterrey, Norteñitos del Control, Pepe Olivares y su Conjunto, Tropical Cisnes, Hermanos Martínez de Allende, Grupo Pegasso entre incontables más, donde la característica es el uso de guitarras eléctricas, y/o acordeones y/o saxofones y ocasionalmente sintetizadores. 
Fito Olivares y la Pura Sabrosura, con diversos temas originales como «Juana la cubana», «La Güera Salomé», «Cumbia de la cobra», «El colesterol» etc. y el grupo Los Mier con «La Coloreteada» o «Vámonos de cumbia» ocupan un lugar importante en la cumbia tropical norteña moderna. Varios son los éxitos reconocidos de la cumbia tropical norteña como es el tema «El Pipirapau» del grupo de Los Plebeyos regrabado en varios países.

### Actualidad
Durante la década de 1980, ya muy pocos grupos norteños se dedicaban a la cumbia por lo que decayó el género dando paso en gran medida a la tropical norteña, por lo que esta se apodera del escenario durante toda la década, sin embargo, a principios de la década de 1990, comienza su declive y resurge la cumbia norteña tradicional nuevamente y hasta la fecha, impulsada mayormente desde Texas.
El cuarteto Grupo Bronco, originarios de la ciudad de Apodaca, es un parteaguas entre las épocas anteriores de la norteña y cumbia a como hoy se le conoce actualmente, su estilo «tecnocumbia norteña» les da un lugar especial en la historia discográfica de la cumbia mexicana. Surgidos a finales de los 80 y principios de los 90 sus Long Plays grabados para Discos Ariola les catapulta inmediatamente con éxitos como «Con zapatos de tacón», «Sergio el bailador» y «Que no quede huella», de la autoría de José Guadalupe Esparza, acaparando grandes escenarios de México y los Estados Unidos, llegando su fama al resto del continente tanto que el titán colombiano Rodolfo Aicardi grabaría varios de sus temas. Así también fueron llevardos a la pantalla grande a lado de actores de primera talla como Julio Alemán y agrupaciones como Los Barón y Tropical Panamá. en la película Bronco.
A mediados de la década de 1990, se da a conocer un grupo llamado Los Pedernales, quienes entran al escenario con la cumbia norteña tradicional, sus éxitos «La del moño colorado», «Morenita y Coqueta» entre otras ocuparon grandes espacios televisivos y se le dio gran difusión en la radio mexicana, ocupando elementos del tradicional norteño (bajosexto, bajo, acordeón) incluyendo un güiro, sin embargo su notoriedad fue fugaz.
Una de las primeras agrupaciones que aviva más al género y con gran éxito en la segunda mitad de los 90 es el Grupo Límite del Estado de Nuevo León, que con su vocalista Alicia Villarreal obtienen sendos éxitos en México y en el resto del continente americano con temas tanto covers como originales como «Sentimientos», «Con la misma piedra», «Yo sin tu amor» entre otros; algunos regrabados en Sudamérica. En su momento, a este estilo "inclasificable" y no identificable por los radiodifusores y productores de disqueras que por falta de pericia no sabían de que era la música que interpretaba y con el fin de insertarlo dentro las grandes ventas de discos, le encasillaron dentro de la música grupera, término acuñado por los mismos radiodifusores y productores. Sin embargo, los géneros interpretados por la agrupación solo fueron dos, norteña y cumbia norteña. Durante esa misma década, otras añejas agrupaciones graban más cumbias, como Los Rieleros del Norte, Los Huracanes del Norte, Los Cadetes de Linares, entre muchos otros. Esta tendencia aún no cesa y por el contrario se extiende por la unión americana, y en ese país, uno de los más reconocidos intérpretes en la comunidad hispanohablante de Estados Unidos tanto de norteña como cumbia norteña es Bobby Pulido con un estilo romántico.
Hacia la década de los 2000, se mantiene el éxito de la cumbia norteña en el sur de los Estados Unidos y noreste de México, extendiéndose al resto del país, surgiendo más y más grupos dedicados al mismo, así, hasta la actualidad, los más exitosos y con más material grabado son el grupo Los Tigrillos con su éxito «Mira, oye», Grupo Control, Los Hijos del Pueblo, Los Traileros del Norte, Paco Barrón, La Leyenda, Atrapado, Lalo Mora, e incluso la autoridad norteña Los Tigres del Norte y Los Tucanes de Tijuana tienen en su repertorio cumbias norteñas bailables.